# AI生成ポルノ
AI生成ポルノ（エーアイせいせいポルノ、Generative AI pornography）またはシンプルにAIポルノ（エーアイポルノ、AI pornography）は、生成的人工知能（生成AI）技術によって制作されたデジタルポルノグラフィ。実在の俳優が演じ、カメラによって撮影される従来のポルノとは異なり、その作品はAIアルゴリズムによって生成されている。敵対的生成ネットワーク (GAN) やText-to-Imageモデルなどのこれらのアルゴリズムは、テキストの内容やデータセットから本物に近い画像、動画、アニメーションを生成する。

## 歴史
アダルト業界での生成AIの使用は2010年代後半に始まり、当初は人工知能アート、音楽、視覚コンテンツに重点が置かれていた。この傾向は、2022年にStability AIがStable Diffusion（SD）をリリースしたことで加速した。Stability AIが性的画像に関して警告したにもかかわらず、SDの一般公開は、アートコンテンツと性的コンテンツの両方を探求する熱心なコミュニティの成長に繋がり、成人向けメディアでのAI使用に関する倫理的な議論を巻き起こした。

### AI生成インフルエンサー
生成AI技術の応用例の一つは、OnlyFansやInstagramなどのプラットフォーム上でAIによってインフルエンサーを生成することである。これらの存在は、本物の人間関係を模倣する形でユーザーと対話し、完全に合成された、しかし説得力のある体験を提供する。

### AIポルノサイトの成長
2023年までに、AI生成のアダルトコンテンツに特化したウェブサイトが人気を集め、カスタマイズ性のある体験を求めるユーザーのニーズに応えた。これらのプラットフォームでは、ユーザーはプロンプトやタグの設定による体型、顔の特徴、アートスタイルのカスタマイズを通じて、自分の好みに合わせてAI生成のポルノを作成または閲覧することができる。タグによって出力内容は絞り込まれ、ニッチで多様なコンテンツが生まれる。多くのサイトは豊富な画像ライブラリと継続的に更新されるコンテンツフィードを備えており、ユーザーエンゲージメントを高めている。そのため、AIポルノサイトはユニークでニッチな体験を求める人々を惹きつけ、創造性とアダルトメディアにおけるAIの倫理的問題に関する議論を巻き起こしている。

## ディープフェイクポルノとの違い
AI生成ポルノとディープフェイクポルノはどちらも合成ソフトによって作られるが、その方法と倫理的な考慮事項は異なる。ディープフェイクポルノは通常、AIを使用して顔を重ねたり場面を修正したりすることで、実在の人物の既存の映像を改変する。多くの場合、本人の同意を得ることなく行われる
。対照的に、AI生成ポルノはアルゴリズムを使用して作成され、実在の人物の写真をアップロードすることなく本物に近いコンテンツを産み出す。画像解析の専門家ハニー・ファリドもまた、「AIポルノ」と「ディープフェイクポルノ」の違いについて説明した。